# ГЕС Phata Byung
ГЕС Phata Byung — гідроелектростанція, що споруджується на півночі Індії у штаті Уттаракханд. Знаходячись перед ГЕС Singoli Bhatwari, становитиме верхній ступінь каскаду на річці Мандакіні, правій притоці Алакнанди, яка, своєю чергою, є лівою твірною Гангу.
У межах проєкту річку перекриють бетонною гравітаційною греблею висотою 26 метрів, яка потребуватиме 18 тис. м3 матеріалу та відводитиме ресурс у дериваційний тунель довжиною 9,4 км з діаметром 3,2 метра. На завершальному етапі він переходитиме у напірний водовід з діаметром 2,5 метра, котрий розгалужуватиметься на два з діаметрами по 1,8 метра.
Споруджений у підземному виконанні машинний зал повинен мати розміри 46х14 метрів при висоті 33 метри. Його обладнають двома турбінами типу Френсіс потужністю по 38 МВт, які використовуватимуть напір у 422 метри та забезпечуватимуть виробництво 341 млн кВт·год електроенергії на рік.
Відпрацьована вода повертається у річку по короткому — трохи більше двох сотень метрів — відвідному тунелю з діаметром 3,6 метра.
Видача продукції відбуватиметься по ЛЕП, розрахованій на роботу під напругою 220 кВ.